# Jacob van der Does (rechtsgeleerde)
Jacob van der Does (Den Haag, 4 mei 1641- Den Haag, 18 november 1680) was een Nederlandse rechtsgeleerde en schrijver. 

## Biografie
Hij was de eerste van de vijf kinderen, geboren uit het huwelijk van Willem van der Does, burgemeester van Den Haag (1659-1661, 1662-1664, 1665-1667, 1668) en Wilhelmina van den Honert. 
Hij volgde geen studie rechtsgeleerdheid in Leiden, maar kreeg lessen in 'klassieke studiën' van zijn ooms Thomas (wagenmeester-generaal) en Johan van den Honert (onder andere raadsheer in het Hof van Holland en diplomaat), beide rechtsgeleerden. Van Thomas leerde hij ook de dichtkunst. 
Hij werd op 3 september 1672 door stadhouder Willem III tot thesaurier van Den Haag benoemd. Bij zijn aanstelling werd hij met de titel 'mr.' genoemd. Hij vervulde dit ambt tot aan zijn dood. 
Hoewel hij in het Voorhout in het Kalkstraatje woonde, bezat hij ook een buitenverblijf te 's-Gravenzande, buitenplaats Wilthof. 
Hij huwde twee keer, eerst met Hester Pieterson (1649-1678), dochter van thesaurier en burgemeester van den Haag, Anthonie Pieterson. Na het overlijden van Hester en het kinderloos gebleven huwelijk, hertrouwde hij in 1678 met Sara Popta, met wie hij twee kinderen kreeg. 

## Werken
In 1668 verscheen zijn beschrijving van Den Haag met de titel 's Graven-Haghe, Met de voornaemste plaetsen En Vermaecklyckheden. Een jaar later verscheen het boek nogmaals, maar nu versierd met afdrukken van etsen van Cornelis Elandts. 
Verdere werken: 
- Mengeldichten (1661, 4o);
- Geestelyck en wereldlyck Tijt-verdrijf ('s Grav. 1663, 4o);
- Het Houwelyck tusschen Aeneas ende Lavinia ('s Grav. 1663, 4o);
- Tragedie ofte ongeluckige liefde van de Koninginne Dido, gelyck die voor de eerste mael vertoond is in Gravenhage (Amst. 1662, kl. 8o; 2e dr. 's Grav. 1663, 4o, 3e dr. Leiden, 1697, 8o);
- Geluckwenschinge van de Haegsche schutterye aan Z.K.H. den Heere Prince van Orange, wederkeerende in 's Gravenhage na het veroveren van verscheyde Steden en sterckten ('s Grav. 1673, 4o, 8 pag.);
- Zegewensch van de Haegsche Schutterije aen sijn Hoogheydt den Pr. v.O. wederk. In 's Grav. na de geluckige en wonderlycke verovering van de sterke stadt Grave en verscheyde andere Victorien ('s Grav. 1674, 4o, 5 pag.).

## Trivia
In Den Haag is een straat naar hem vernoemd.
- Biografisch Portaal: 63250316
- Digitale Bibliotheek voor de Nederlandse Letteren: does001
- Gemeinsame Normdatei: 100461190
- International Standard Name Identifier: 0000 0003 8368 8025
- Nederlandse Thesaurus van Auteursnamen: 070597472
- Virtual International Authority File: 270934973